# 吡唑烷
吡唑烷是有两个相邻氮原子的五元杂环化合物，化学式C3H8N2。

## 制备
吡唑烷可以由1,3-二氯丙烷或1,3-二溴丙烷和肼环化而成：
{\displaystyle \mathrm {Cl{-}(CH_{2})_{3}{-}Cl\ +\ N_{2}H_{4}\ \xrightarrow {\Delta T} \ C_{3}H_{8}N_{2}\ +\ 2HCl} }
{\displaystyle \mathrm {Br{-}(CH_{2})_{3}{-}Br\ +\ N_{2}H_{4}\ {\xrightarrow {\Delta T}}\ C_{3}H_{8}N_{2}\ +\ 2HBr} }

## 性质
吡唑烷是液体，熔点 10–12 °C，沸点 138 °C。它在空气中稳定，但容易潮解。